# 芒廷霍姆空軍基地
芒廷霍姆空軍基地是位於美國愛達荷州埃爾莫爾縣的一处空军基地，该基地部分构成一個人口普查指定地區。

## 地理
芒廷霍姆空軍基地的座標為43°02′24″N 115°52′12″W / 43.04000°N 115.87000°W，而該地最高點為海拔高度913米（即2995英尺）。

## 人口
根據2010年美國人口普查的數據，芒廷霍姆空軍基地的面積為26.00平方千米，當中陸地面積為25.98平方千米，而水域面積為0.02平方千米。當地共有人口3238人，而人口密度為每平方千米124.54人。